# Преображенский, Владимир Алексеевич
Влади́мир Алексе́евич Преображе́нский (1912—1981) — советский артист балета и балетный педагог. В 1931—1941 годах танцевал в театрах Ленинграда, Свердловска и Киева, в 1942—1958 годах был солистом Большого театра. Заслуженный артист Украинской ССР (1941), Заслуженный артист РСФСР (1951). Лауреат Сталинской премии I степени (1946).

## Биография
Владимир Преображенский родился 8 (21) января 1912 года в Санкт-Петербурге. В 1931 году окончил Ленинградское хореографическое училище по классу педагога Владимира Пономарёва. В 1931—1935 годах — солист Ленинградского театра имени С. М. Кирова, в 1935—1939 годах — Свердловского театра имени А. В. Луначарского, в 1939—1941 годах — Киевского театра имени Т. Г. Шевченко, в 1942—1958 годах — Большого театра. В 1960—1962 годах был заведующим балетной труппой.
В искусстве танцовщика сочетались романтическая приподнятость чувств с реалистически ясной манерой выражения их в сценическом действии. Его эмоционально насыщенный, динамичный танец отличался скульптурностью поз. Был мастером дуэтного танца. В Большом театре был партнёром Галины Улановой и Ольги Лепешинской.
Поставил балет П. И. Чайковского «Лебединое озеро» в Львовском театре оперы и балета, также сочинил ряд концертных номеров. В 1935—1939 годах преподавал в балетной школе при Свердловском театре оперы и балета, в 1946—1955 годах — в Московском хореографическом училище и в ГИТИСе. В 1963—1965 годах — художественный руководитель Московского народного театра при ДК завода «Серп и молот», с 1965 года — балетного коллектива Москонцерта.
В. А. Преображенский умер 24 февраля 1981 года в Москве.

## Репертуар (основные партии)
- Принц — «Золушка» С. С. Прокофьева
- Алексей — «Барышня-крестьянка» Б. В. Асафьева
- Вацлав — «Бахчисарайский фонтан» Б. В. Асафьева
- Грей — «Алые паруса» В. М. Юровского
- Зигфрид — "Лебединое озеро П. И. Чайковского
- Дезире — "Спящая красавица П. И. Чайковского
- Джарджи — «Сердце гор» А. М. Баланчивадзе
- Франц — «Коппелия» Л. Делиба
- Евгений — «Медный всадник» Р. М. Глиэра
- Фрондосо — «Лауренсия» А. А. Крейна
- Альберт — «Жизель» А. Адана

## Награды и премии
- 1941 — заслуженный артист Украинской ССР
- 1946 — Сталинская премия I степени (за исполнение партии Принца в балете С. С. Прокофьева «Золушка»)
- 1951 — заслуженный артист РСФСР
- 1951, 27 мая — орден «Знак Почёта» (за выдающиеся заслуги в развитии советского музыкально-театрального искусства и в связи с 175-летием со дня основания Государственного ордена Ленина Академического Большого театра СССР)[1]
- 1976, 25 мая — орден Дружбы народов (за заслуги в развитии советского музыкального и хореографического искусства и в связи с 200-летием Государственного академического Большого театра СССР)[2]